# Consuelo (República Dominicana)
Consuelo es un municipio de la República Dominicana, situado en la provincia de San Pedro de Macorís.

## Localización
El municipio está limitado al norte por la provincia de Hato mayor, al sur por la ciudad de San Pedro de Macorís (Sultana del Este); al este por el municipio Ramón Santana (perteneciente también a San Pedro de Macorís); al oeste por el río Maguá y el Batey Monte Coca (perteneciente a la provincia Hato Mayor); y al noroeste limita con la provincia del Seybo.

## Geografía
El municipio forma parte de la Llanura Costera del Caribe, la principal zona de relieve de la región sureste y la más variada en cuanto a capacidad de producción y cultivo de caña.

## Límites
Municipios limítrofes:
|                   | Norte: Hato Mayor y El Seibo |                     |
| Oeste: Hato Mayor |                              | Este: Ramón Santana |
|                   | Sur: San Pedro de Macorís    |                     |

## Hidrografía
Posee dos cuencas únicamente:
El Río Casuí: que va desde los Chicharrones hasta Cañada del Negro.
El Río Maguá: que constituye la principal cuenca del municipio y posee 15 km. navegables.

## Historia
En 1850 Consuelo era una pequeña aldea situada al lado del entonces caudaloso río Higuamo. Los primeros habitantes de esta localidad vivían de la agricultura como la siembra de frutos menores y de la pesca. A partir de 1872, esta comunidad recibió el nombre de “Agua Dulce”, por la fama que adquirieron sus manantiales. Más adelante se construyó el Ingenio Consuelo, fundado en 1881, bajo la firma “Padrón y Solaam y Cía. Su primer administrador fue Guillermo L. Bass, quien más adelante pasó a ser su propietario.
El Sr. Bass, era de nacionalidad norteamericana y el Sr. Padrón y Solaam, era de nacionalidad cubana. Nueve años después de haber adquirido el Ingenio, Guillermo Bass lo transfirió a su pariente Williams L. Bass, que lo administró tan exitosamente como el primero.
Las iniciativas de Williams, fueron saludadas en los inicios de la década de los 90 por un diario de época, llamado “Eco de la Opinión”. Lo señalaba como un hombre de temple y capital. Casi todas las construcciones en madera antigua fueron hechas en la época de Bass, aunque propietarios subsiguientes construían edificaciones, por lo cual Consuelo se desarrolló en forma T con su base en la carretera y su parte superior hacia adentro.
La producción de azúcar ayudó mucho en el desarrollo del Ingenio Consuelo conocido en ese entonces como “Agua dulce”.
El mercado estaba ubicado en donde hoy es el barrio Puerto Príncipe, el Ingenio fue de propiedad norteamericana hasta 1959 y luego pasó a manos de Trujillo. Consuelo tenía aeropuerto privado, campo de Golf, Clubes Privados, campo deportivo entre otros, cuando este estaba en manos americanas.
Fue elevado, primero a Distrito Municipal mediante la ley 176 del año 1983, durante el gobierno del presidente Salvador Jorge Blanco, y más tarde, gracias al nivel de desarrollo alcanzado, elevado a Municipio mediante la ley 71-96 del año 1996 durante el primer período de gobierno del presidente Leonel Fernández Reyna.

## Flora
En su vegetación predominan básicamente los árboles frutales, siendo el más abundante el de la Caña de Azúcar, pero además están: cereza, naranja, cocos, guayabas, manzana de oro(jobo) y aguacate.
No abundan mucho los árboles perennes, pero son famosas su Ceiba Centenaria (Erythrina Cristagalli), árbol de flores muy llamativas por su color rojo brillante; y el Laurel (Laurus Nobilis), que se distingue por sus frutos rojos, no comestibles, que simulan pequeñas bolas y famoso por ocupar un lugar especial en nuestro escudo Nacional.

## Área y división política

### Distrito municipal
Está formado por el distrito municipal de:
| Nombre   | Código   |
| -------- | -------- |
| Consuelo | 09230401 |

### Zona urbana
Constituida por el pueblo propiamente dicho y subdividido en 24 barrios o sectores y tres sub-barrios: Villa Progreso (sub-barrio, Las Seis Casitas), La Aviación, El George, Los Químicos, Puerto Príncipe (sub-barrio, Los Guandules), El Invi, Puerto Rico, Las Palmas, Santa Ana, Villa Verde, Guachupita, La Habana, La Loma, La Mina, Guamita, Hato Mayor, Central, Pueblo Nuevo, Libertad, La Gallera, Los Jardines, Sueño Real, Maestro Lee, Enriquillo (sub.-barrio, Jardines del Maestro Lee), La Carretera y Los Feliu.

### Sección Las Callas
Formada por los bateyes de Chicharrones, Victoria, Consuelito, Cachena, Experimental, San Luis, Cañada del Negro, Platanito y Villa Don Juan.

### Sección Alejandro Bass
Formada por los bateyes de Arroyo Seco, El Block, La Grúa, Doña Lila, Batey 14, Alejandro Bass, Euskarduna, Felipa, Margarita, Los Higos, Vasca, Hicotea, Amelia, San Felipe, El Bembe, AB-4 y Santo Ángel.

### Breve historia Batey Vasca
El batey Vasca está ubicado en la provincia de San Pedro de Macoris, a unos 12 kilómetros en las afueras del Municipio de Consuelo. Este limita al este con el batey "Paraíso", al oeste con el batey "14", al norte con el batey "Consuelito" y al sur con el batey "Atilano I". Este batey cuenta con una población de 400 personas de los cuales un 80%  son de origen haitiano y solo un 20% son dominicanos. La población del batey es principalmente mulata, ya que sus moradores son una mezcla de haitianos, negros dominicanos y cocolos. 
Vasca nació con la reclusión de braceros para el corte de la caña de azúcar en los años donde la industria azucarera gozaba de una fuerte expansión y demanda para el trabajador, lo que propició que para estas labores fueran reclutadas personas procedentes de Puerto Rico y del Caribe Inglés, los llamados negros Cocolos, que eran braceros, contratados por compañías azucareras desde Jamaica, Saint Thomas, Antigua, Martinica, Saint Kitts, Guadalupe, Tórtola y otras islas. 
Según María Méndez, de 88 años de edad, quien es una de las residentes más viejas de dicha comunidad el nombre de "Vasca" proviene de un grupo de personas extranjeras que se asentaron en los terrenos cuyo origen provenía del País Vasco francés (que puede ser también el origen del Batey Euskarduna, ya que "euskalduna" es sinónimo de "vasco"). En cambio, cuenta Ramón Julia, alias (Papón) el cual tiene 54 años viviendo en el batey, que ya el nombre estaba colocado desde mucho antes de empezar a vivir en el batey y que quizás pudiera ser que los primeros habitantes podrían haber tenido el apellido "Vázquez" el cual por eso vendría el nombre del batey. Los inicios de "Vasca" datan de los años cuando fue fundado el Ingenio Consuelo en el año 1881.

## Educación
El municipio consta de 5 escuelas públicas, 3 liceos secundarios, un politécnico y tres colegios privados, aunque también algunos de estos funcionan como liceos y escuelas nocturnas. Destacan la Escuela Primaria Divina Providencia, Escuela Antonio Paredes Mena, Escuela Sor Leonor Gibb, Liceo Sor Ana Nolan (Nocturno/ Liceo Fabio Ruiz), Liceo Juan Pablo Duarte, Escuela Madre Carmen Salles, Escuela María Margarita de Youville, Politécnico Inmaculada Concepción y el Liceo Secundario Modalidad en Artes Astin Jacobo Fe y Alegría. Colegios privados: Colegio Episcopal San Gabriel, Colegio Miss Anny, Colegio Unyes y Colegio Visión del Rey.

## Economía
Para los años de 1980 la economía de esta comunidad se fundamentaba, principalmente en el cultivo y procesamiento de la caña de azúcar.  La mayoría de las personas se sustentaban con los frutos del Central Azucarero, y todas las actividades económicas externas estaban supeditadas a la zafra.  Esto cambió radicalmente cuando para 1990 la industria del azúcar empezó a presentar serias dificultades de sostenimiento; y para 2006, cuando el proceso de capitalización de los ingenios del país, Consuelo quedó sumido en la una profunda recesión, pues su principal fuente de ingreso dejó de existir.
Después de varios años de hambruna, especialmente en los bateyes, se crearon otras fuentes de trabajo, y el pueblo empezó a resurgir un poco.  Actualmente el principal ingreso económico lo constituyen el comercio y las instituciones gubernamentales (escuelas, bancos, hospitales y ayuntamiento), porque representan una entrada fija, constante y estable.

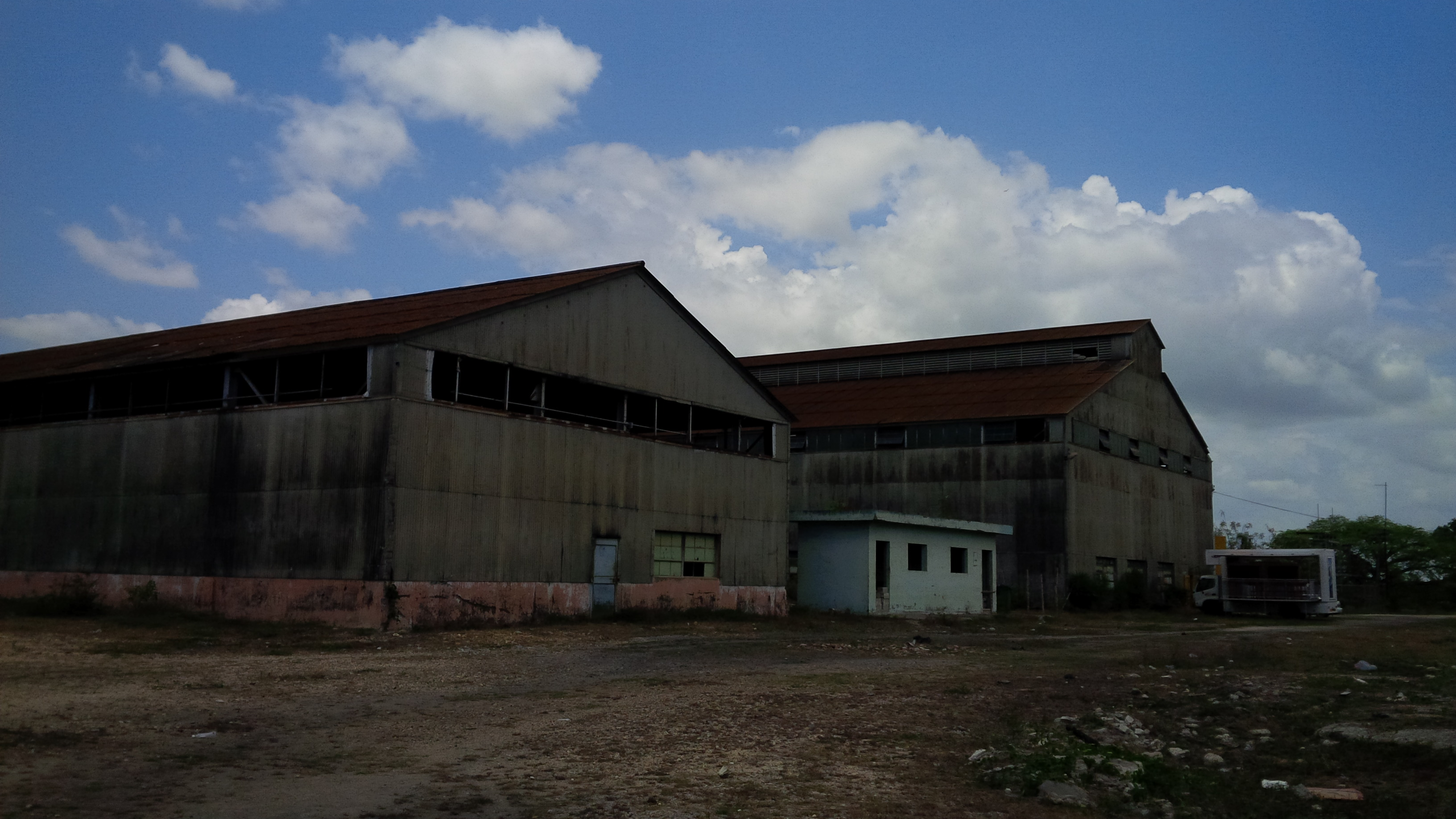
Talleres del desaparecido Ingenio Consuelo, del Municipio Consuelo.

A pesar de esta predominancia, una gran parte de la población se sostiene de la economía informal (motoconchos, vendedores ambulantes, tenderos, jornaleros), pero, al igual que en el pasado, todas estas actividades están supeditadas al desenvolvimiento de las mencionadas arriba.
Además de estas actividades, existe también, el envío de remesas que constituye un ingreso más y forma parte importante en el desarrollo del pueblo.

## Instituciones
Entre las instituciones, tanto públicas como privadas, que podemos encontrar en el municipio, están:
Un Palacio Municipal, un centro de capacitación Indotel (Instituto Dominicano de Telecomunicaciones), Distrito Educativo 05-06, una academia de música, un centro cultural y de eventos (Casa de la Cultura de Consuelo), asilo de ancianos (Residencia Geriátrica San Lucas), un centro comunitario de ayuda (Consuelito), un club recreativo (Finca Los Compadres), dos clubes para eventos (Club de Colonos y Centro de eventos Colegio Episcopal), varias fundaciones de ayuda infantil: Centro Infantil El Edén y Centro Visión del Rey (auspiciado por Compassión Internacional); Fundación Divina Esperanza (para niños con discapacidades físicas, de iniciativa privada); Fundación Centro Cristiano Casa Leandra (de ayuda a la niñez, con iniciativa privada); Fundación Huellas de Vida (trabajo con niños y niñas de escasos recursos) y una fundación deportiva: Fundación Manny Acta (fundación de iniciativa privada). 
Un hospital público (Dr. Ángel Ponce Pinedo), un centro de atención primaria, un hospital del Seguro Social, dos iglesias católicas, una episcopal, un salón de los Testigos de Jehová, y 63 iglesias evangélicas, una oficina de la Junta Central Electoral, un juzgado de paz, una estación de combustible y tres bombas de gas, un banco del gobierno (Banco de Reservas), y dos privados (Asociación Higuamo y La Nacional), Un destacamento de la policía nacional, y uno de la policía municipal, un cuartel de bomberos, una filial de la Cruz Roja Dominicana y una filial de la Defensa Civil.

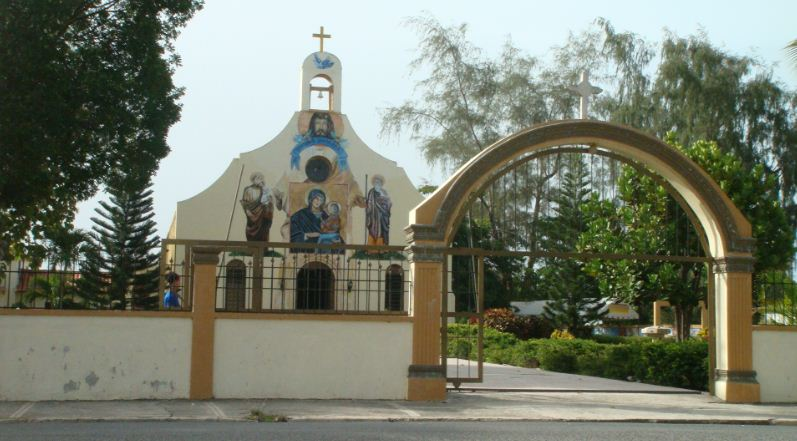
Primera Iglesia católica del Municipio Consuelo.

## Cultura

### Patrimonio cultural
Debido a una configuración cultural extensa, en este municipio se han conservado las tradiciones originales casi intactas: Los Guloyas, la Logia, velaciones, comidas inglesas, haitianas y dominicanas.

### Asociaciones
Asociación de transporte Público de Consuelo (Asotrapico), Asociación de Juntas de Vecinos de Consuelo (Asojuvecon), Asociación de Motoconchos de Consuelo, Asociación de Estilistas y Peluqueros, Asociación de Comerciantes y Detallistas, Asociación de Estudiantes del Municipio Consuelo (Aseomuco).

### Tradiciones recientes
Miss Santa Ana (Certamen de las fiestas Patronales): Tradición celebrada anualmente cada 26 de julio, donde chicas de los diferentes barrios participan en un certamen que busca escoger la reina de las fiestas patronales, también se celebran otros eventos como rodeos, fiestas folclóricas, juegos populares, entre otros.

### Folclore
El aspecto folclórico del municipio no es muy variado y, en general se puede decir que se circunscribe al de la provincia, aparte de sus fiestas patronales, en honor a su patrona Santa Ana, el 26 de junio, se pueden mencionar dos grupos que la distinguen de la provincia:
Los Guloyas: danza traída por los cocolos (inmigrantes de las islas vírgenes), que se caracteriza por el contoneo cadencioso, el uso de ropajes con colores llamativos, sombreros altos con plumas, hachas y palos de caña.  Se les puede ver en las fiestas de Navidad y Carnaval.

## Deportes
Consuelo cuenta con varias ligas deportivas de béisbol infantil, un equipo de béisbol Doble A (Actual campeón 2015), un equipo superior de Baloncesto, un club de baloncesto (Todos Estrellas), un torneo de baloncesto superior de baloncesto, un club de fútbol (César Rijo), club de Tenis de Mesa y un club de ajedrez.

## Áreas Recreativas
El municipio no cuenta con suficientes áreas de recreación y diversión sana, y en su mayoría, las que hay son privadas: Ocho estadios de béisbol: Astin Jacobo, La Esperanza, Tierra de Cocolos (consta de los estadios Sammy Sosa, Ricardo Carty, Julio César Franco y Rafael Batista-El Gallo), Cachena, Don Juan, Consuelito, AB4 y Alejandro Bass, una cancha de fútbol, diez canchas mixtas (voleibol y baloncesto), tres gimnasios, un parque infantil (Las Chichiguas), un parque recreativo (La Fe), y el parque municipal Juan Pablo Duarte.